# Limnichus decorus
Limnichus decorus is een keversoort uit de familie dwergpilkevers (Limnichidae). De wetenschappelijke naam van de soort werd in 1880 gepubliceerd door Thomas Broun.